# Wał-Ruda
Wał-Ruda – wieś w Polsce położona w województwie małopolskim, w powiecie tarnowskim, w gminie Radłów.
W latach 1975–1998 miejscowość administracyjnie należała do województwa tarnowskiego.
 W skład wsi wchodzi kilka przysiółków.
W Wał-Rudzie 2 sierpnia 1898 roku urodziła się Karolina Kózka, późniejsza błogosławiona. We wsi koło budynku byłej Szkoły Podstawowej im. bł. Karoliny (obecnie Zakładu Opiekuńczo-Leczniczego Nurs-Klinik) znajduje się cmentarz wojenny nr 261 ze szczątkami poległych w czasie I wojny światowej.
W lipcu 1944 w pobliżu wsi przeprowadzono akcję Most III.

## Zabytki
Obiekt wpisany do rejestru zabytków nieruchomych województwa małopolskiego.
- Cmentarz wojenny nr 261 z okresu I wojny światowej.

We wsi znajduje się Dom Kultury, w którym mieści się siedziba tutejszej ochotniczej straży pożarnej oraz filia Gminnej Biblioteki Publicznej w Radłowie. Przez wieś przebiega droga wojewódzka nr 964.

## Galeria

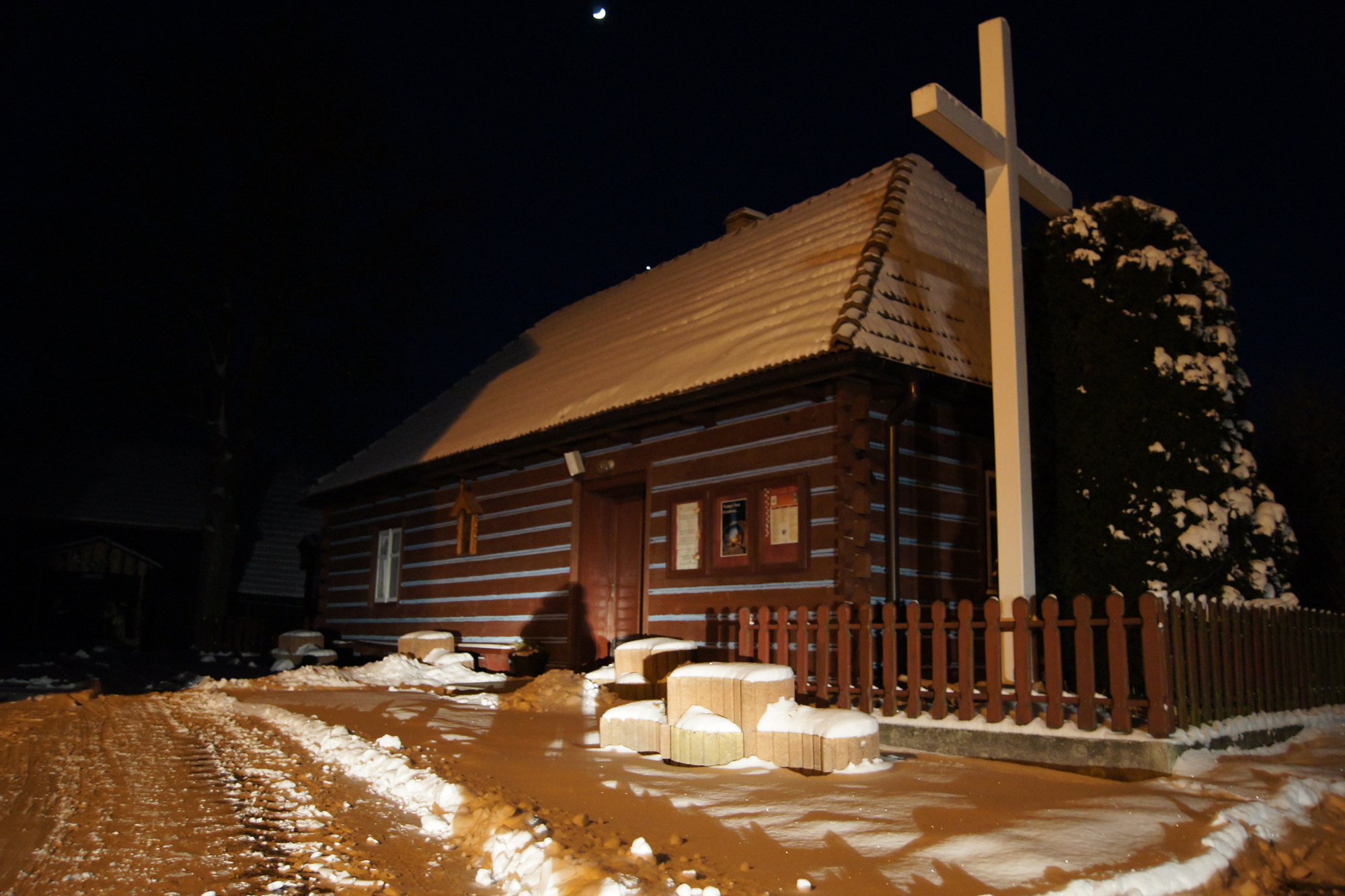
Zrekonstruowany dom rodzinny bł. Karoliny Kózki
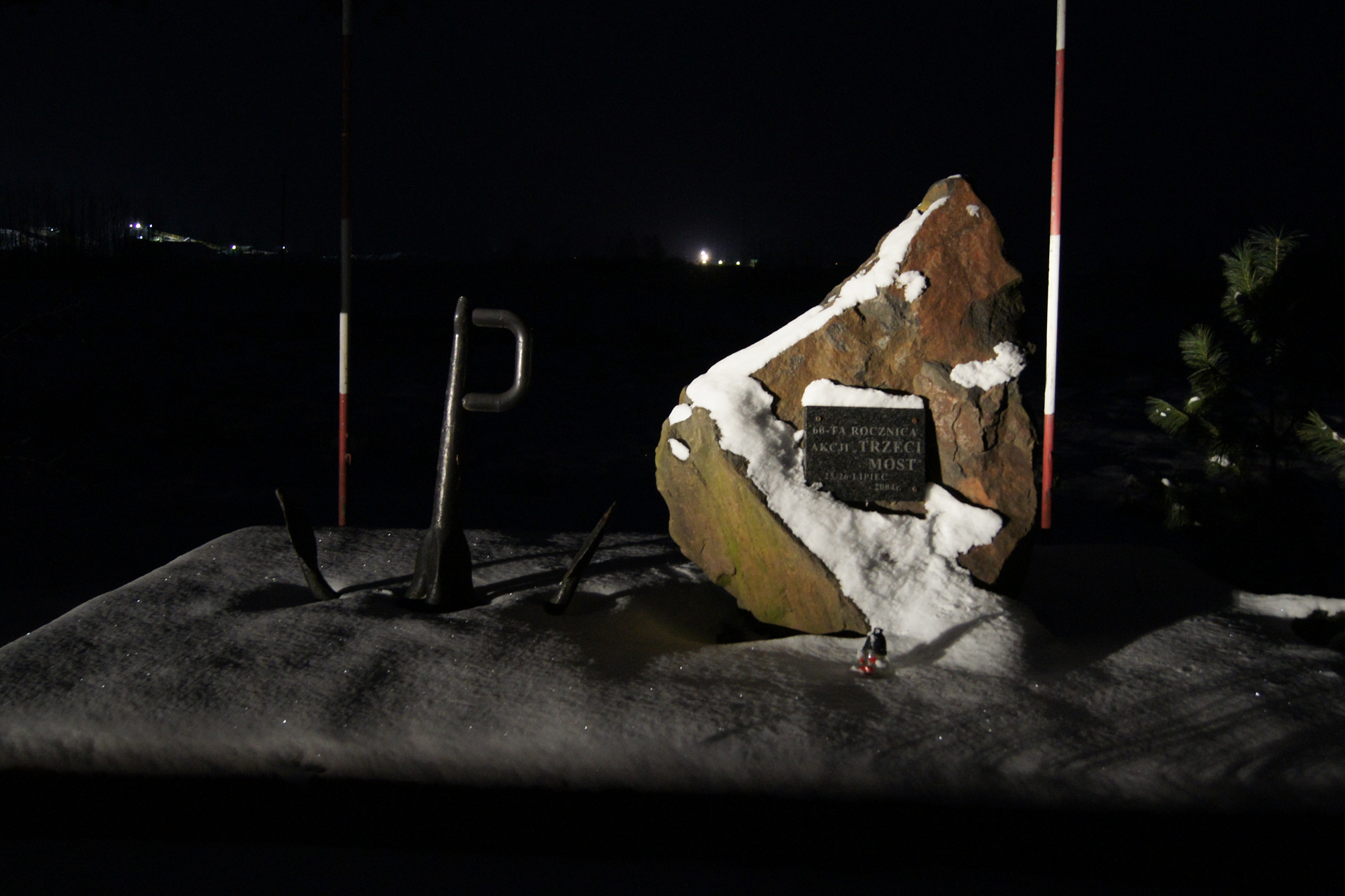
Pomnik upamiętniający akcję Most III